# Valeriana malvacea
Valeriana malvacea är en kaprifolväxtart som beskrevs av Graebner. Valeriana malvacea ingår i släktet vänderötter, och familjen kaprifolväxter. Inga underarter finns listade i Catalogue of Life.